# Dîbșce, Kozova
Dîbșce (în ucraineană Дибще) este o comună în raionul Kozova, regiunea Ternopil, Ucraina, formată numai din satul de reședință.

## Demografie
Componența lingvistică a comunei Dîbșce
     Ucraineană (99,16%)
     Alte limbi (0,84%)
Conform recensământului din 2001, majoritatea populației comunei Dîbșce era vorbitoare de ucraineană (99,16%), existând în minoritate și vorbitori de alte limbi.